# Werner Wüller
Werner Wüller (* 16. September 1961 in Köln) ist ein ehemaliger deutscher Radrennfahrer.
1981 wurde Werner Wüller mit der Mannschaft des PSV Köln (Werner Stauff, Thomas Freienstein, Achim Stadler) deutscher Meister im Mannschaftszeitfahren, 1988 wiederholte er diesen Erfolg gemeinsam mit Stauff, Remig Stumpf und Ernst Christl, dieses Mal für die RSG Nürnberg startend.
Wüller entschied 1981 Rund um den Elm, 1982 Rund in Berlin, 1983 eine Etappe des Milk Race für sich, 1986 die Nacht von Hannover, 1987 Rund um Köln und 1988 Rund um Düren sowie eine Etappe der Schweden-Rundfahrt. 1990 belegte er Platz drei in der Gesamtwertung der Coca-Cola-Trophy und wurde Zweiter des GP Kanton Aargau. 1985 gewann er die Brügelmann-Champion-Wertung, eine Jahreswertung für Amateure des Bundes Deutscher Radfahrer (BDR).
Wüller ist verheiratet mit der ehemaligen Radrennfahrerin Gabi Habetz und Schwager von Werner Stauff, da dieser wiederum mit der Schwester seiner Frau, Beate Habetz, verheiratet ist.